# إروين روز
إروين روز (Irwin Rose) هو كيميائي أمريكي ولد في 16 يوليو 1926 بنيو يورك.
درس سنة في جامعة واشنطن ثم التحق بالبحرية الأمريكية خلال الحرب العالمية الثانية. تحصل إثر عودته على باشلور في العلوم سنة 1948 ومن ثم دكتوراه سنة 1952 من جامعة شيكاغو. يدرس حاليا في قسم الفيزيولوجيا والفيزياء الحيوية في كلية الطب بجامعة كاليفورنيا في إرفاين.
فاز مع العالمان الإسرائيليان اهارون سيشانوفر وافرام هيرشكو بجائزة نوبل في الكيمياء للعام 2004 عن اعمالهم حول تحول وتفتت البروتينات. واوضحت الأكاديمية الملكية السويدية للعلوم في بيانها انه تم اختيار الباحثين الثلاثة لاكتشافهم في مطلع الثمانينات «إحدى أهم العمليات الدورية في الخلية وهي تحول وتفتت البروتينات».

## روابط خارجية
- إروين روز على موقع الموسوعة البريطانية (الإنجليزية)
- إروين روز على موقع مونزينجر (الألمانية)
- إروين روز على موقع إن إن دي بي (الإنجليزية)